# Raoul Daufresne de la Chevalerie
Raoul Constantin Joseph Ghislain Daufresne de la Chevalerie (Brugge, 17. ožujka 1881. – Uccle, 25. studenog 1967.) je bivši belgijski športaš. Bio je nogometašem, nogometnim trenerom, hokejašem na travi, tenisačem, bavio se konjičkim športom.
Igrao je nogomet na mjestu napadača za belgijski klub Cercle Brugge od 1903. do 1907. U zadnjim dvjema sezonama u Cercleu je bio i predsjednikom kluba, nakon što je naslijedio Leona de Meestera. Njegova igračka karijera i predsjedanje u Cercleu Bruggeu se naglo prekinula kad je otišao u mjesnog rivala, Club Brugge gdje je postao odbornikom i igračem. Ondje je igrao od 1908. do 1912.
Nogomet nije bio jedini šport kojim se bavio. Bavio se i konjičkim športom, hokejem na travi i tenisom.
Za vrijeme ratne mobilizacije u Belgiji 1939. ga se rasporedilo u zapovjedništvo 17. divizije. Nakon što su snage Trećeg Reicha okupirale Belgiju je zarobljen, no ubrzo je pušten. 
Potom je prebjegao u Ujedinjeno Kraljevstvo gdje je dobio zapovjedništvo nad Slobodnim belgijskim snagama (Forces belges libres, Free Belgian Forces) i čin general-pukovnika (Lieutenant General, Général en Chef) 1941. – 1942. 
Nakon što je rat završio je kratko bio vojnim atašeem u ČSSR-u, a poslije toga se povukao iz vojske.

## Sudjelovanja na međunarodnim natjecanjima
Na OI 1920. je bio trenerom belgijske nogometne reprezentacije koja je pod njegovim vodstvom osvojila zlatno odličje.
Na istim igrama je osvojio brončano odličje na hokejaškom turniru na Olimpijskim igrama 1920. također, ali kao igrač, igrajući za Belgiju. 
Također je na istim igrama sudjelovao i u teniskom turniru.[nedostaje izvor] .

## Vanjske poveznice
- Profil na Sports Reference.com  Arhivirana inačica izvorne stranice od 18. prosinca 2012. (Wayback Machine)